# Бургов, Николай Андреевич
Николай Андреевич Бургов (1915—1994) — советский учёный, доктор физико-математических наук, лауреат Сталинской премии.

## Биография
Родился 13 мая 1915 года в Петрограде. Окончил ЛГУ (1939), работал там же.
Участник войны с сентября 1941 года. Служил в войсках ПВО (1868 зенитный артиллерийский полк, начальник штаба), капитан.
После демобилизации с марта 1946 г. работал в Теплотехнической лаборатории (ТТЛ) (будущий ИТЭФ). Участник ядерного проекта.
17 октября 1951 года под руководством А. И. Алиханова, В. В. Владимирского, А. Д. Галанина и Н. А. Бургова пущен первый в СССР промышленный тяжеловодный реактор ОК- 180 (Челябинск-40), использовался для наработки оружейного плутония, а затем и трития.
В последующем работал в ИТЭФ, в Научном Совете АН СССР по ядерной спектроскопии (до 1989 года), затем — профессор-консультант ИТЭФ.
Избирался депутатом Московского городского совета. Жил в Москве по адресу: Большая Черёмушкинская улица, дом 91/30.

## Награды и премии
- Сталинская премия первой степени (1953) — за расчетные и экспериментальные работы по созданию атомного котла.
- орден Красной Звезды (1944)
- орден Отечественной войны II степени (6.4.1985)
- медаль «За оборону Ленинграда» (26.03.1945).